# La Mère Sauvage

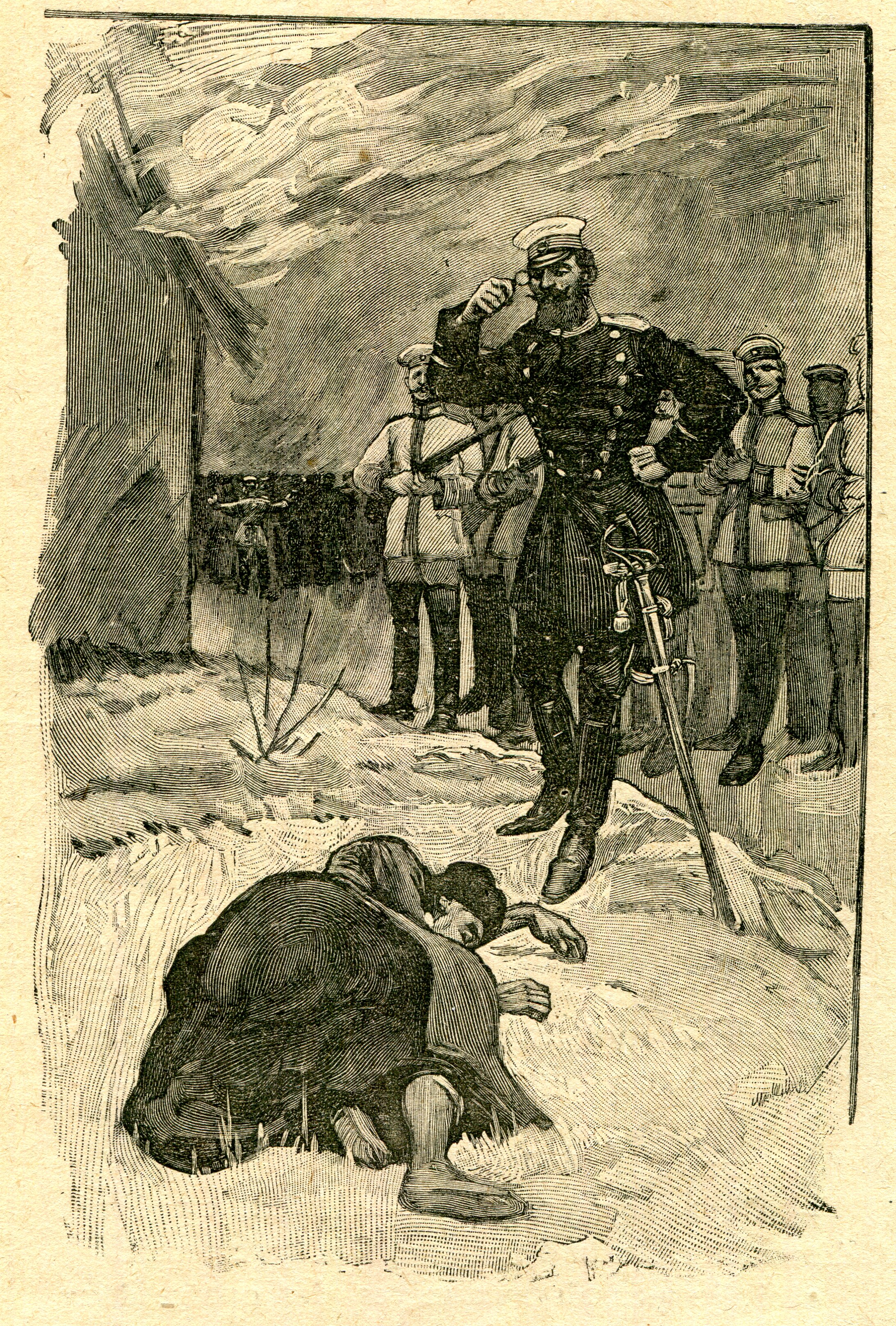

La Mère Sauvage est une nouvelle de Guy de Maupassant, parue en 1884.

## Apparues dans la revueLe Gauloisdu3 mars 1884.
La nouvelle est dédiée à Georges Pouchet.

## Résumé
En passant devant une masure en ruine, le narrateur se fait conter l’histoire de la famille Sauvage qui y habitait.
Le père, un braconnier, avait été tué par les gendarmes. Peu après, le fils partit à la guerre et ne donna plus de nouvelles.
Un jour, la mairie place chez la mère Sauvage quatre soldats prussiens des troupes d’occupation. Un mois passe. Elle reçoit une lettre l’avisant de la mort au combat de son fils, "tué par un boulet qui l'a censément coupé en deux parts" . Envahie par une douleur affreuse et torturante, elle ne montre rien de son chagrin. Elle sert un déjeuner aux soldats, leur demande leur nom et monte du foin dans le grenier où ils couchent. À la nuit tombée, quand les soldats dorment, elle met le feu à sa ferme. Les soldats périssent tous les quatre. Le lendemain matin, elle avoue tout à l’officier qui l’interroge, lui remet la liste des noms des quatre soldats et demande qu'on écrive à leur famille comment ils sont morts : "Vous direz à leurs parents que c'est moi qui a fait ça. Victoire Simon, la Sauvage ! N'oubliez-pas.". Elle est fusillée sur place, contre le mur de sa ferme.

## Éditions
- La Mère Sauvage, dans Maupassant, Contes et Nouvelles, tome I, texte établie et annoté par Louis Forestier, Bibliothèque de la Pléiade, éditions Gallimard, 1974  (ISBN 978 2 07 010805 3).